# 伊萬諾-費多里夫卡
47°29′18″N 30°53′37″E / 47.48833°N 30.89361°E
伊万諾-費多里夫卡（烏克蘭語：Івано-Федорівка），是烏克蘭南部的村莊，隸屬尼古拉耶夫州的沃茲涅先斯克區。該村面積0.76平方公里，海拔高度98米，2001年人口111，人口密度每平方公里146.1人。